# Linden (Dithmarschen)
Linden er en by og kommune i det nordlige Tyskland, beliggende i Amt Kirchspielslandgemeinden Eider i den nordlige del af Kreis Dithmarschen. Kreis Dithmarschen ligger i den sydvestlige del af delstaten Slesvig-Holsten.

## Geografi
Linden ligger 130 km nordvest for Hamborg, 30 km fra Nordsøen 8 km fra Ejderen.

### Nabokommuner
Nabokommuner er (med uret fra nord) kommunerne Hennstedt, Glüsing, Schalkholz, Tellingstedt (eksklaven Rederstall), Barkenholm, Norderheistedt og Süderheistedt (eksklaven Hägen) (alle i Kreis Dithmarschen).